# Museo dei mobili e delle sculture lignee
Il Museo dei mobili e delle sculture lignee del Castello Sforzesco espone una nutrita collezione di mobili con una particolare attenzione per la storia del mobile lombardo. Gli ambienti espositivi del museo, ordinati cronologicamente a partire dal XIV secolo fino ai giorni nostri, sono situati in contiguità con le sale della pinacoteca situate anch'esse al primo piano della corte ducale del castello.

## Storia e descrizione
Il Museo è parte del Museo delle Arti Decorative che espone le Civiche raccolte d'arte applicata appartenenti al Comune di Milano. Fu inaugurato quale Museo Artistico Municipale il 10 maggio 1900 al termine dei restauri del castello. La collezione si è formata attraverso donazioni, lasciti testamentari e acquisti, fra cuiː
- la collezione dei Mora (1908), famiglia di ebanisti di origine bergamasca
- l’eredità della famiglia Durini,
- l'acquisto del Palazzo Sormani Andreani (1930), con tutta la sua dotazione di arredi,
- il lascito degli arredi di casa Boschi Di Stefano
- il deposito di arredi delle residenze dei Savoia, Palazzo Reale e le Ville reali di Milano e Monza[1]

### Collezioni di epoca rinascimentale
Fra le rarissime testimonianze di arredi originali di epoca sforzesca, sono espostiː
- Il cosiddetto Calice di Ludovico il Moro, calice in vetro cristallino di Murano, recante le insegne araldiche sforzesche sormontate dalla corona ducale
- la Cassettina damaschinata in ferro e oro, dove il Duca Ludovico conservava il suo testamento[2]
- il  Cassone dei tre duchi, cassone quattrocentesco di Bottega lombarda dipinto con i tre duchi Sforza a cavallo, Galeazzo Maria, Gian Galeazzo e Ludovico il Moro accompagnati da scudieri, probabilmente realizzato per il matrimonio tra Chiara Sforza, figlia di Galeazzo Maria, e Fregosino, figlio del doge di Genova Paolo Fregoso.

Fra le altre opere di epoca rinascimentale spiccanoː
- il Coretto di Torchiara, struttura che si trovava in un angolo  della cappella di San Nicomede nel Castello di Torrechiara (Parma) e permetteva ai signori del castello di assistere alle funzioni sacre separati dal resto dei fedeli. È decorata con formelle intagliate a motivi tardogotici, alternate con lo stemmi ed emblemi del condottiero Pier Maria Rossi[3].
- la Camera di Griselda caratterizzata da decorazioni tardo medievali sull'ultima novella del Decamerone e illustranti la storia del marchese di Saluzzo e del suo matrimonio con Griselda. La stanza è stata ricostruita con affreschi quattrocenteschi staccati dal castello di Roccabianca (nel parmense) e riproposta all'interno di una sala del museo mantenendo comunque fede alle proporzioni originali.
- Sculture appartenenti ad un Compianto su Cristo morto, del celebre intagliatore rinascimentale Giovanni Angelo del Maino

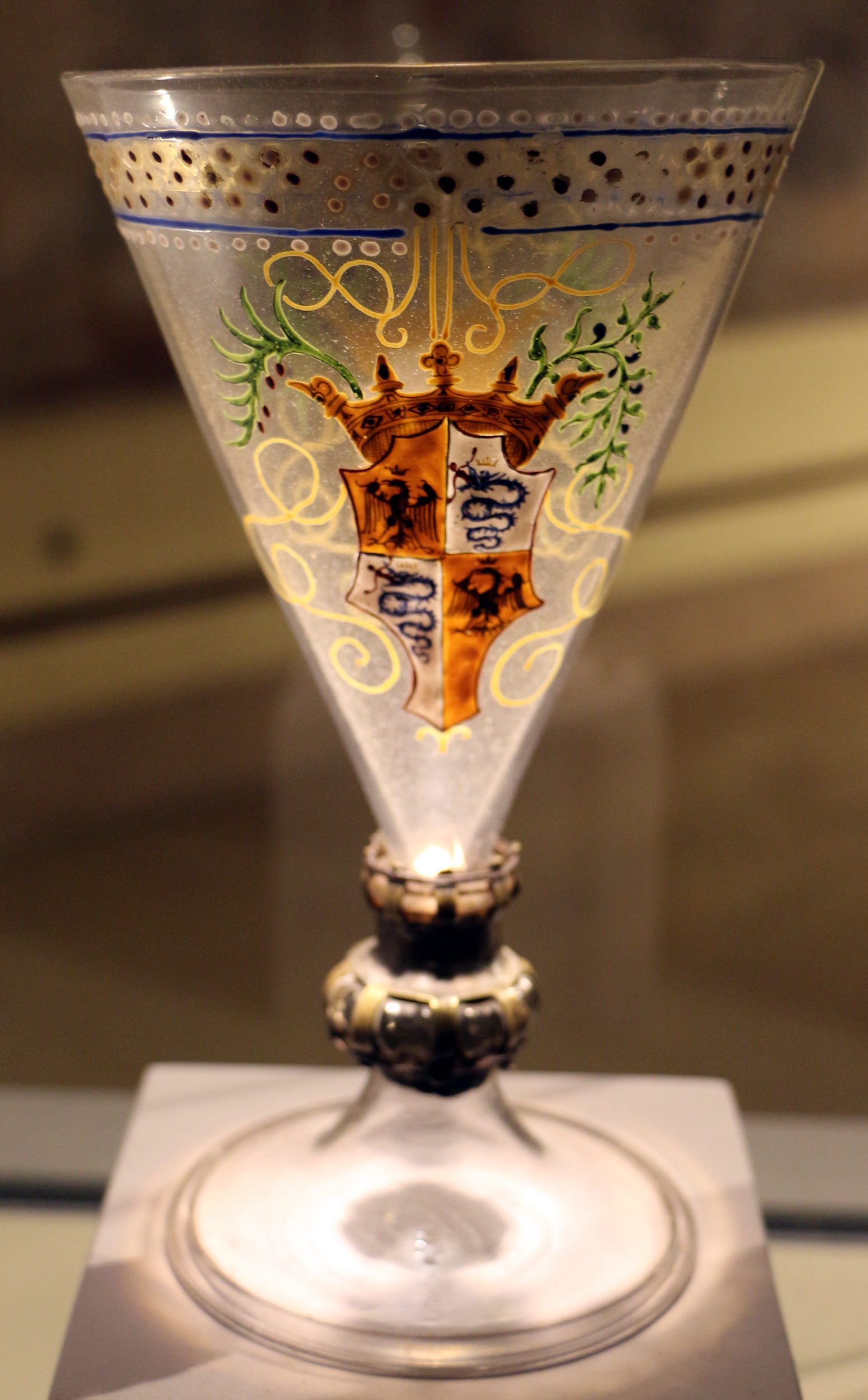
Calice di Ludovico il Moro, 1490 ca.
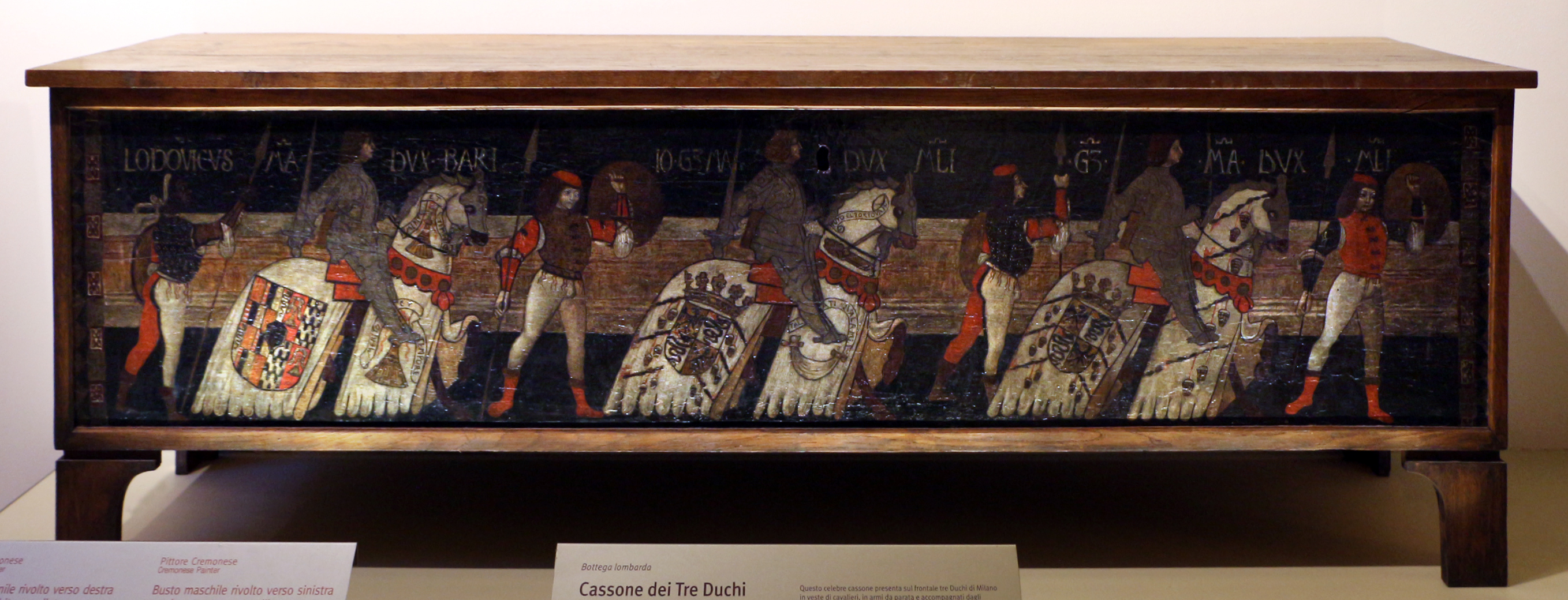
Bottega lombarda, Cassone dei tre Duchi
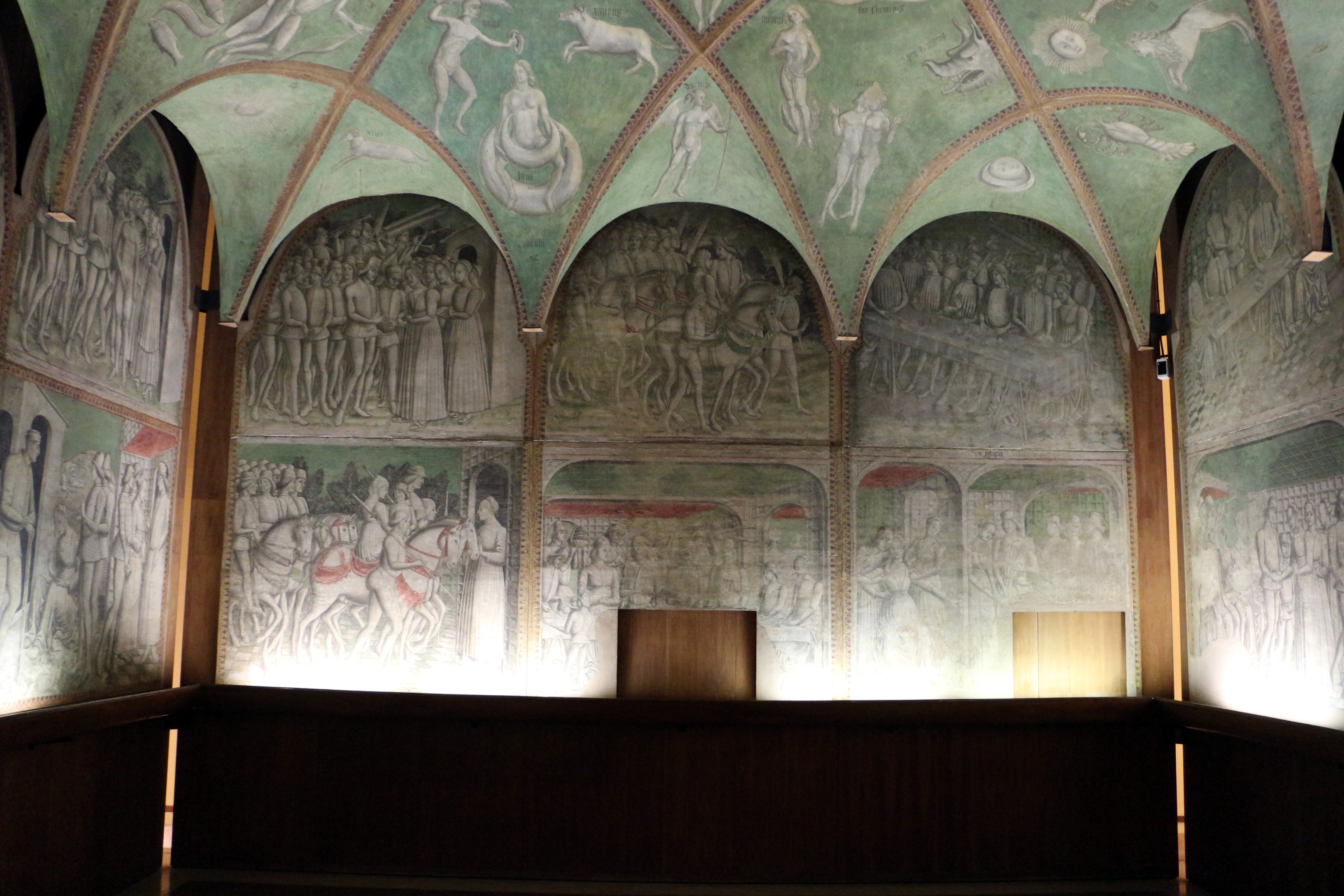
affreschi con storie di Griselda

### Collezioni di epoca manierista e barocca
- Arazzi delle Arti Liberali, serie di arazzi prodotti dalla manifattura di Bruges, su cartoni di Cornelius Schut, allievo di Rubens, rappresentanti le raffigurazioni allegoriche. Dell'originaria serie di nove arazzi, provenienti da Palazzo Sormani, se ne conservano sei.
- Automa diabolico, proveniente dalla Wunderkammer del Museo Settala, collezione di oltre tremila oggetti a carattere artistico, naturalistico e scientifico raccolti dell'erudito milanese Manfredo Settala, progettista dell'automa. L'automa, azionato da una manovella, era in grado di muovere la testa, gli occhi e le orecchie.
- Stipo Genovese, appartenuto al vescovo Ulpiano Volpi, che riproduce un modellino in scala di Palazzo Tursi a Genova.
- Stipo Passalacqua, (bottega milanese, 1613) "artificiosissimo scrittorio" posseduto dal canonico comasco Quintilio Passalacqua[4], dall'elaborata decorazione architettonica a sfondo moralistico, con dipinti su rame del celebre pittore milanese Morazzone di soggetto biblico, e statuine in avorio di Guillaume Berthelot con le allegorie dei cinque sensi.
- Statua di Bacco con funzione di reggicandelabro, attribuita allo scultore genovese Filippo Parodi

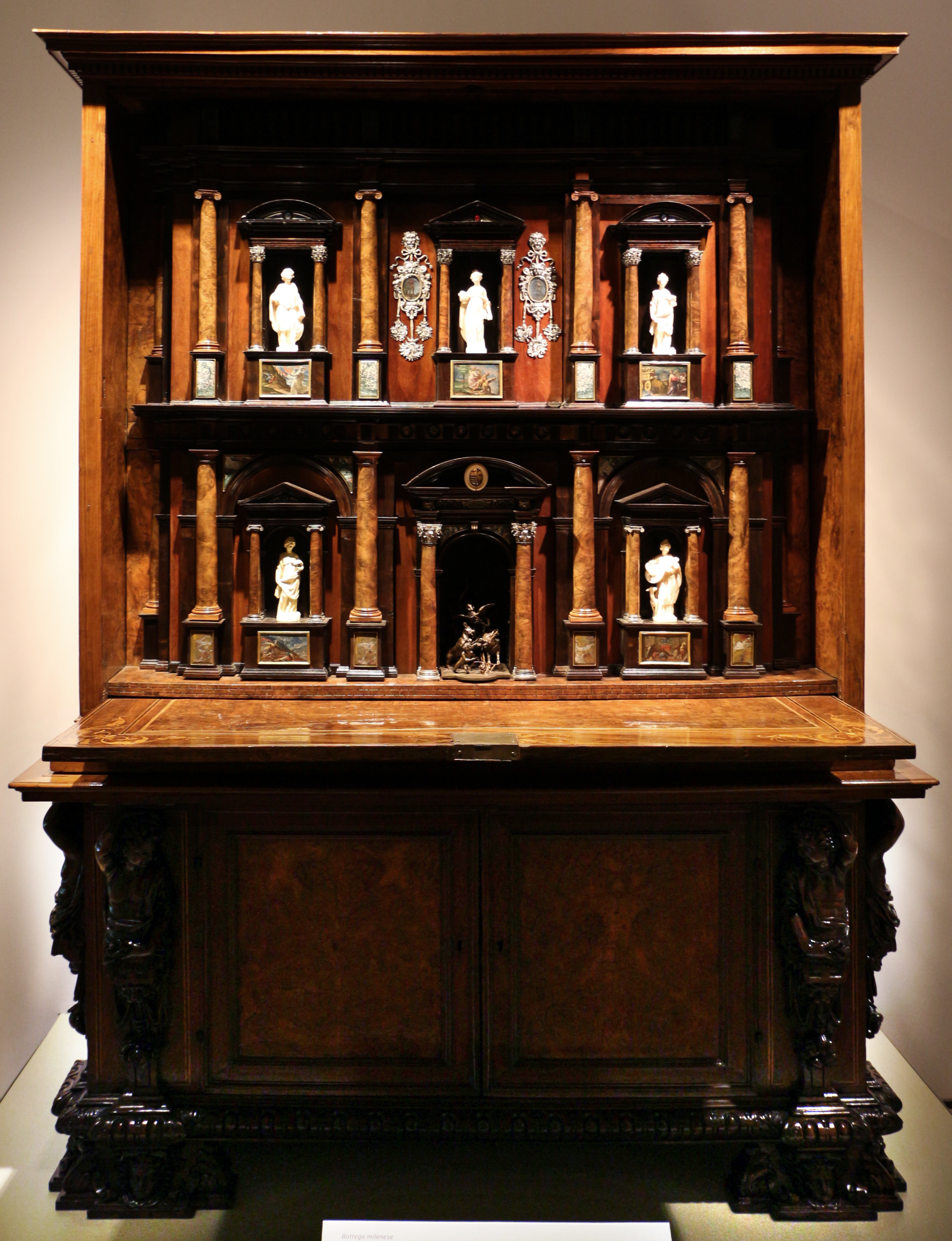
Stipo Passalacqua, Bottega milanese, 1613
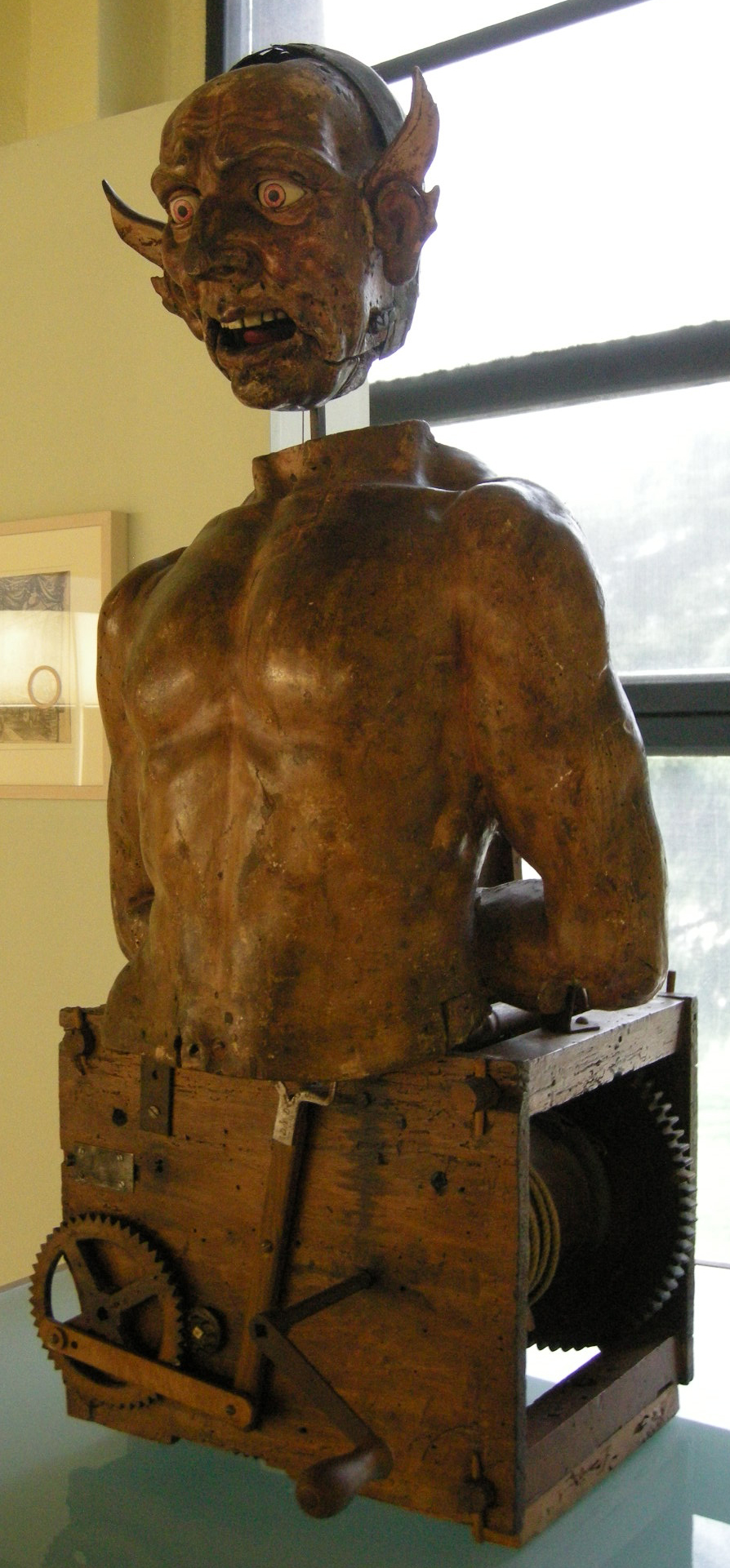
Arte lombarda, Automa Diabolico
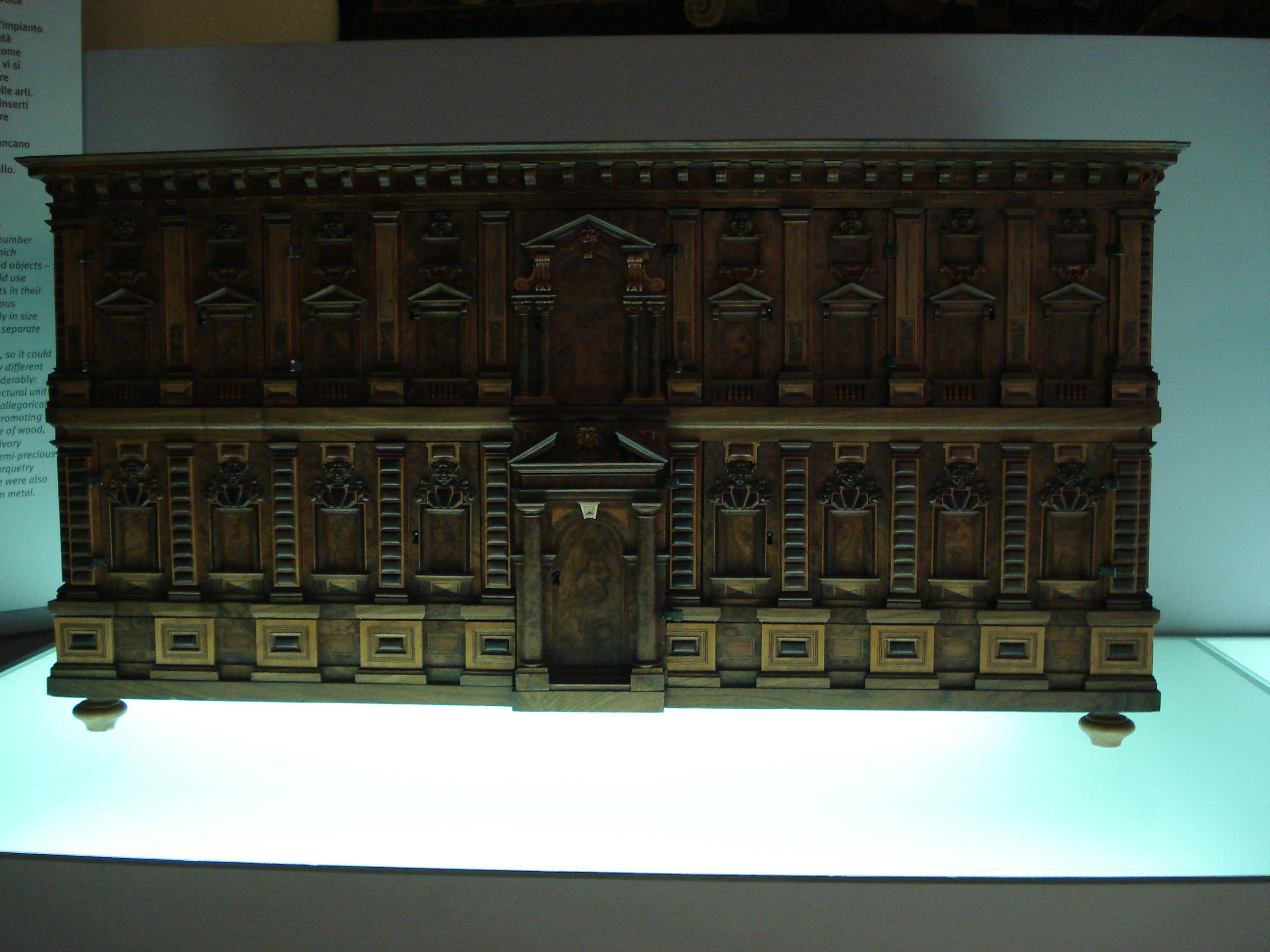
Stipo genovese, modellino di Palazzo Doria Tursi
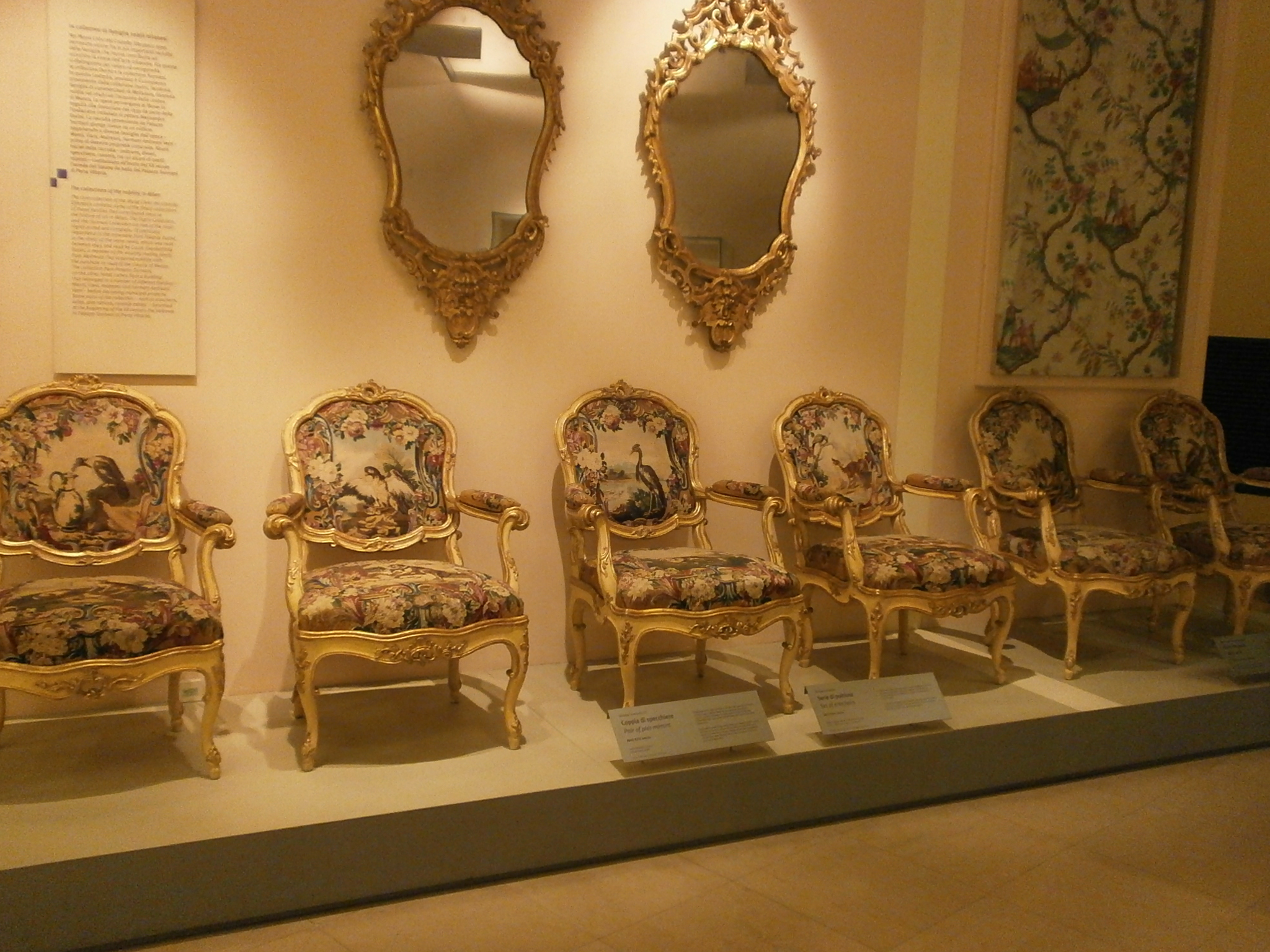
Serie di poltrone, bottega lombarda, metà del XVIII secolo, legno intagliato e decorato con rivestimento in arazzo.
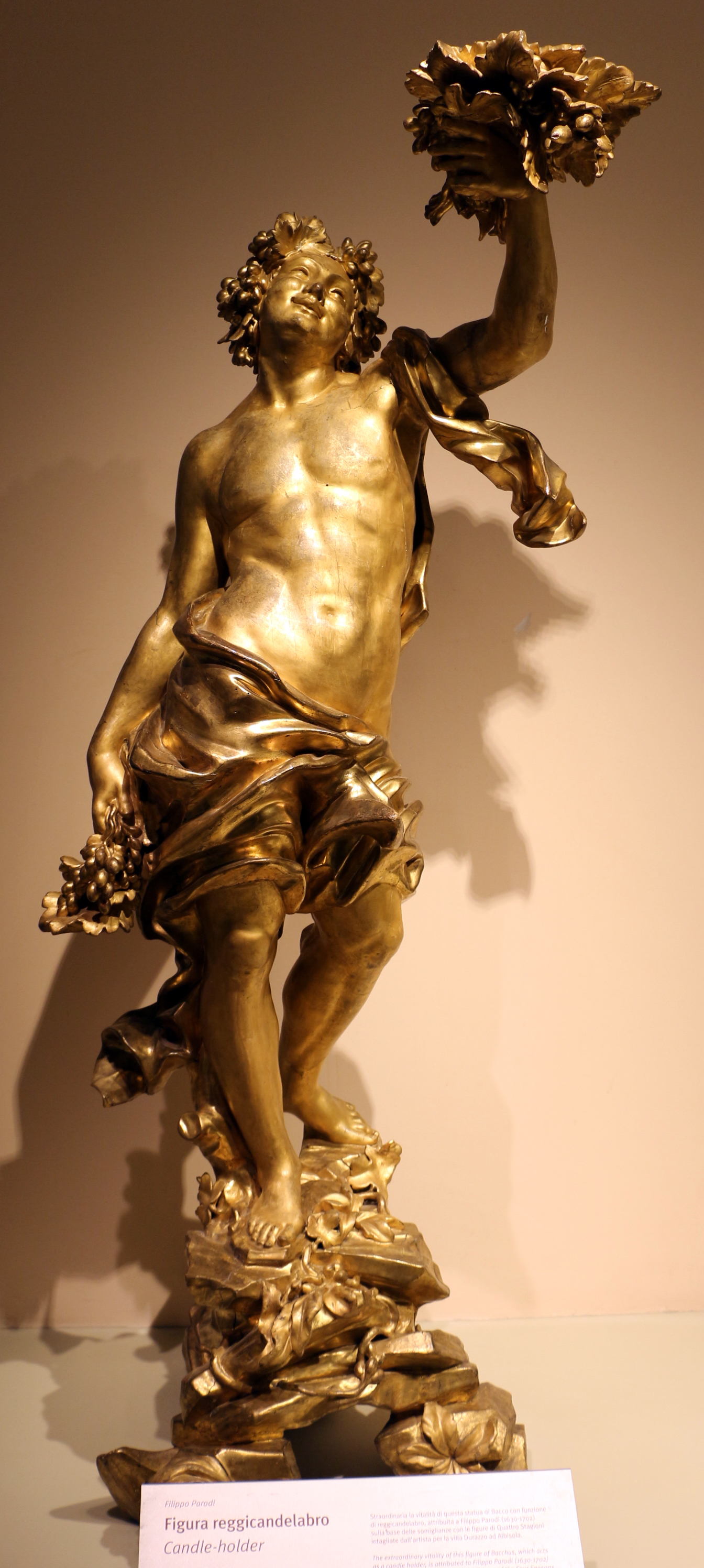
Filippo Parodi, Bacco reggicandelabro

### Ottocento e Novecento
Il museo possiede la più vasta collezione esistente di opere del celebre ebanista Giuseppe Maggiolini, che acquistò presso la corte milanese dell'arciduca Ferdinando d'Asburgo-Este la sua fama poi diffusa presso tutte le corti europee all'inizio dell'Ottocento. La collezione spazia da un cassettone, opera giovanile, ancora movimentato da volute rococò, a cassettoni, tavoli e commode dalle pure linee neoclassiche, fra cui un cassettone intarsiato in palissandro e marmo, recante una figura allegorica opera del pittore di corte Andrea Appiani.

Fra le opere del gusto detto storicista o eclettico, che ebbe a Milano grandissima diffusione a partire dalla metà dell'Ottocento, spicca la sala da pranzo progettata dal celebre scultore Ludovico Pogliaghi per la famiglia di Cristoforo Benigno Crespi.

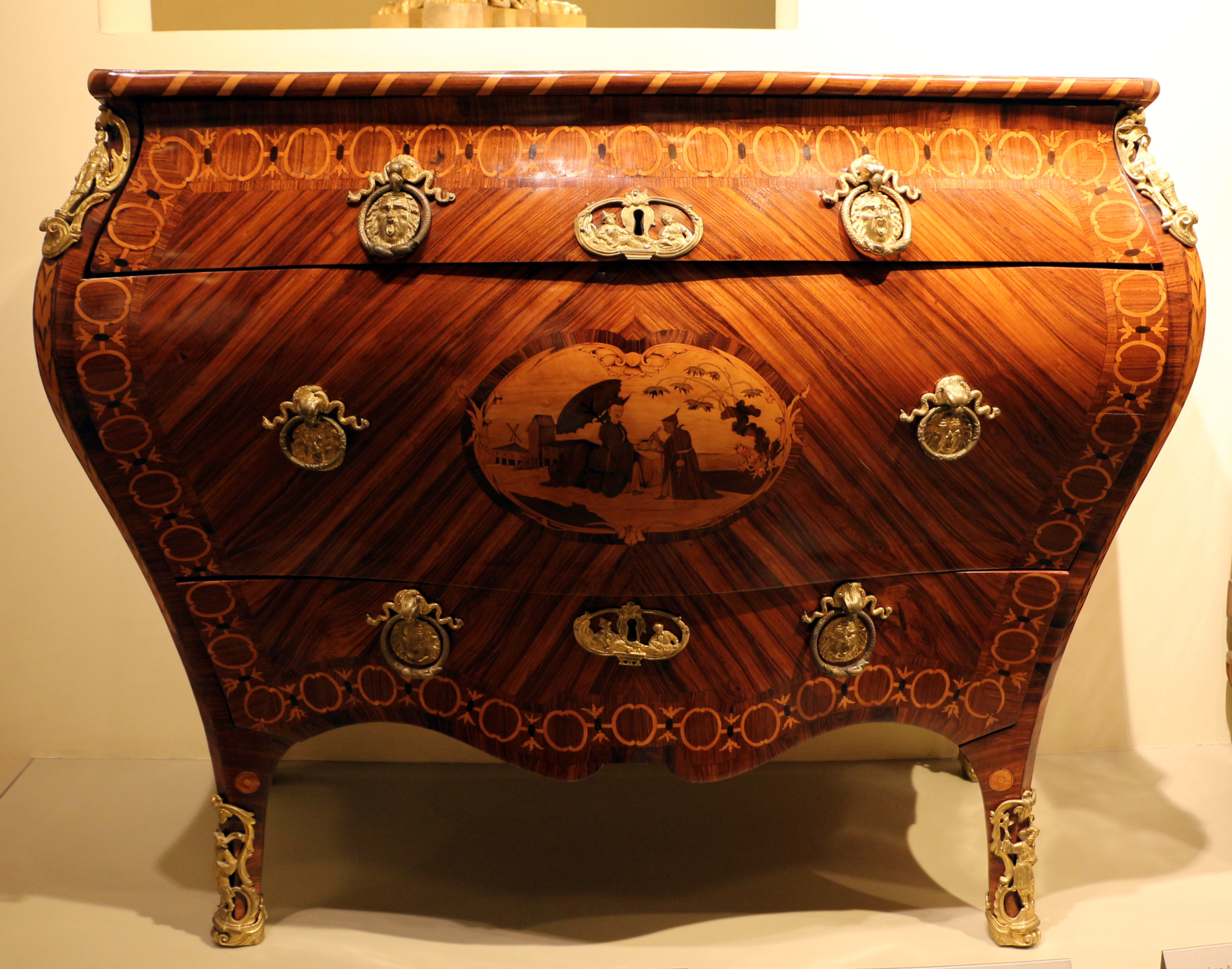
Giuseppe Maggiolini, su disegno di Andrea Appiani, Cassettone con decorazione a cineseria, 1773 circa
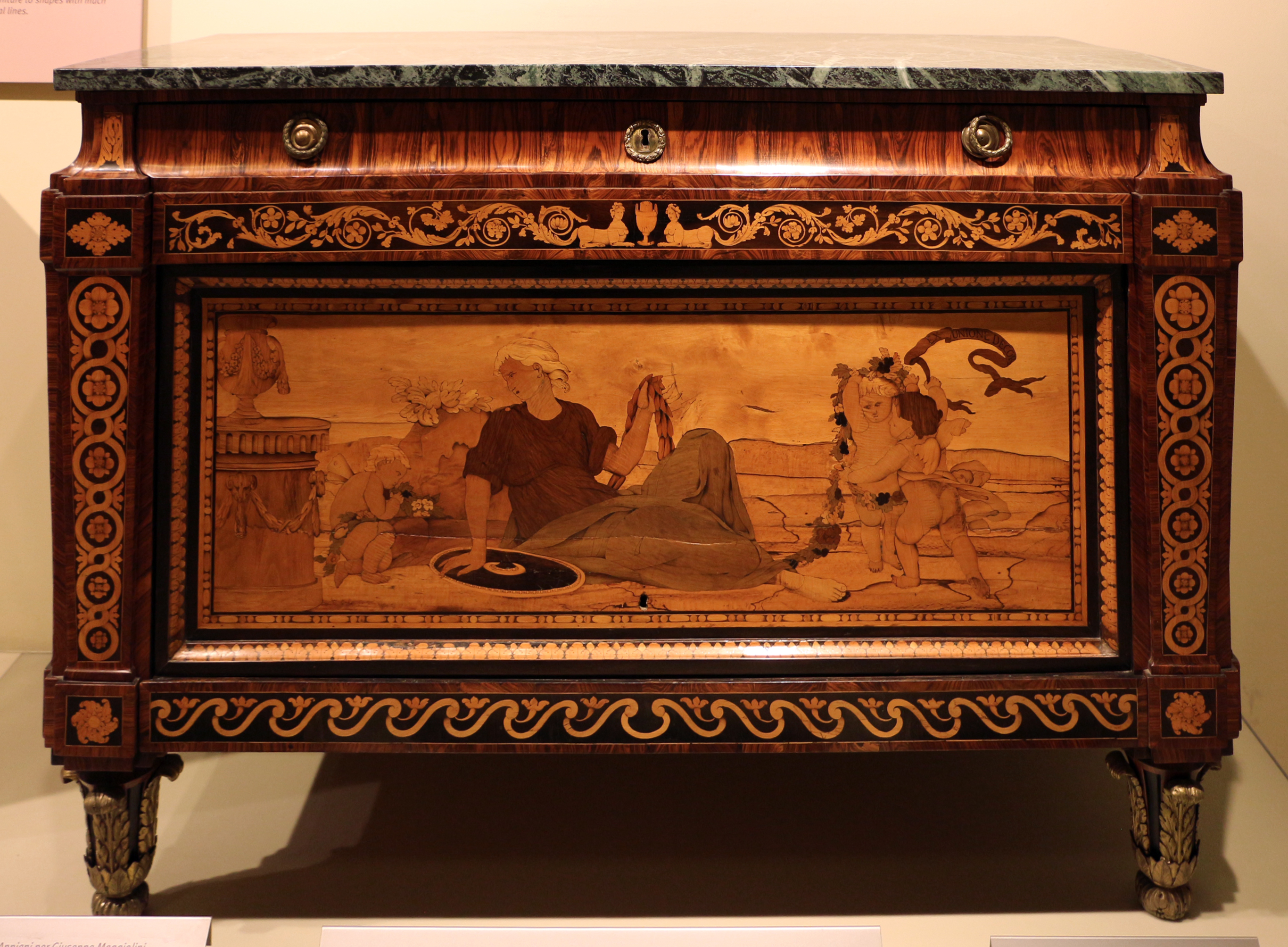
Giuseppe Maggiolini, su disegno di Andrea Appiani, 1780-85, Cassettone
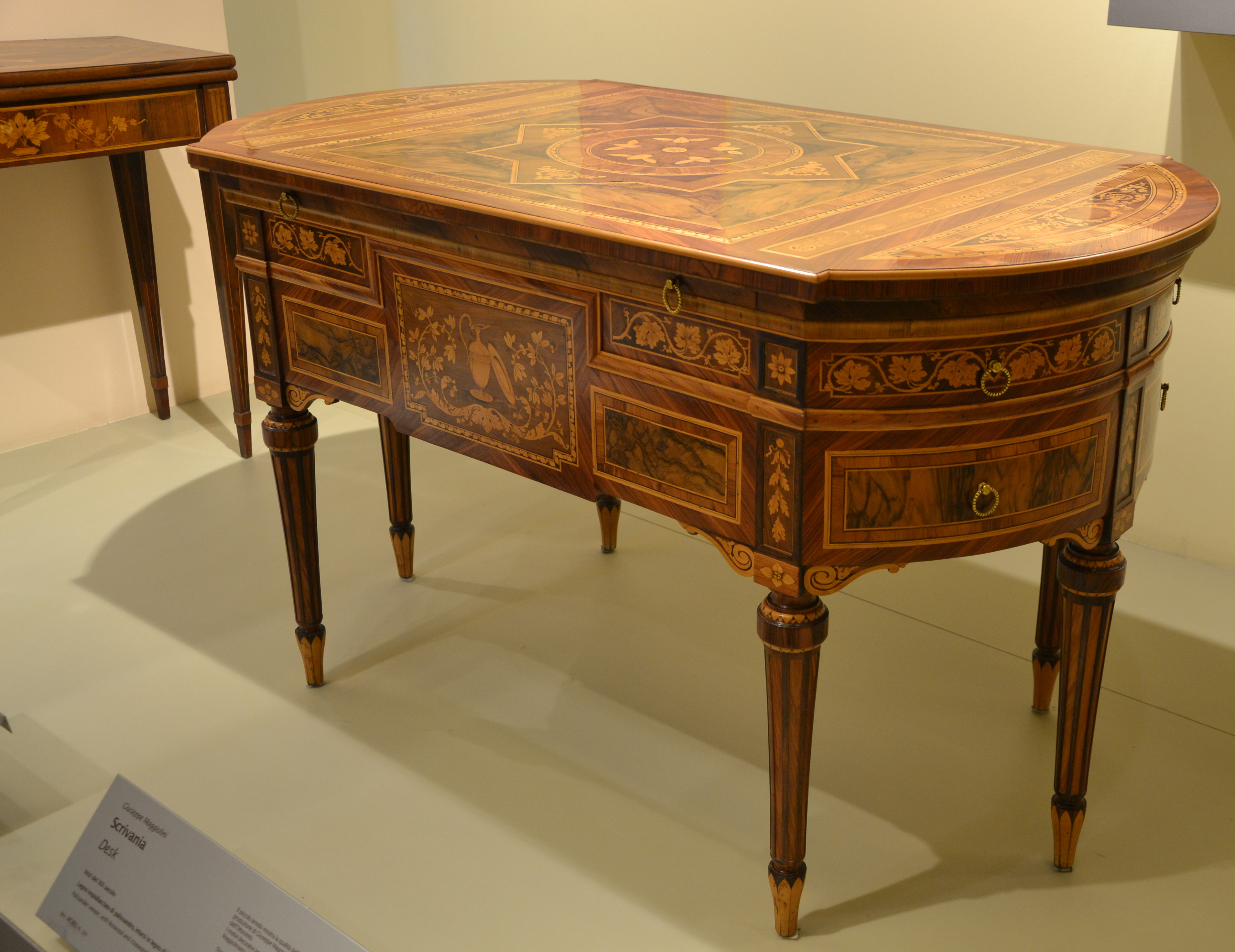
Giuseppe Maggiolini, tavolino
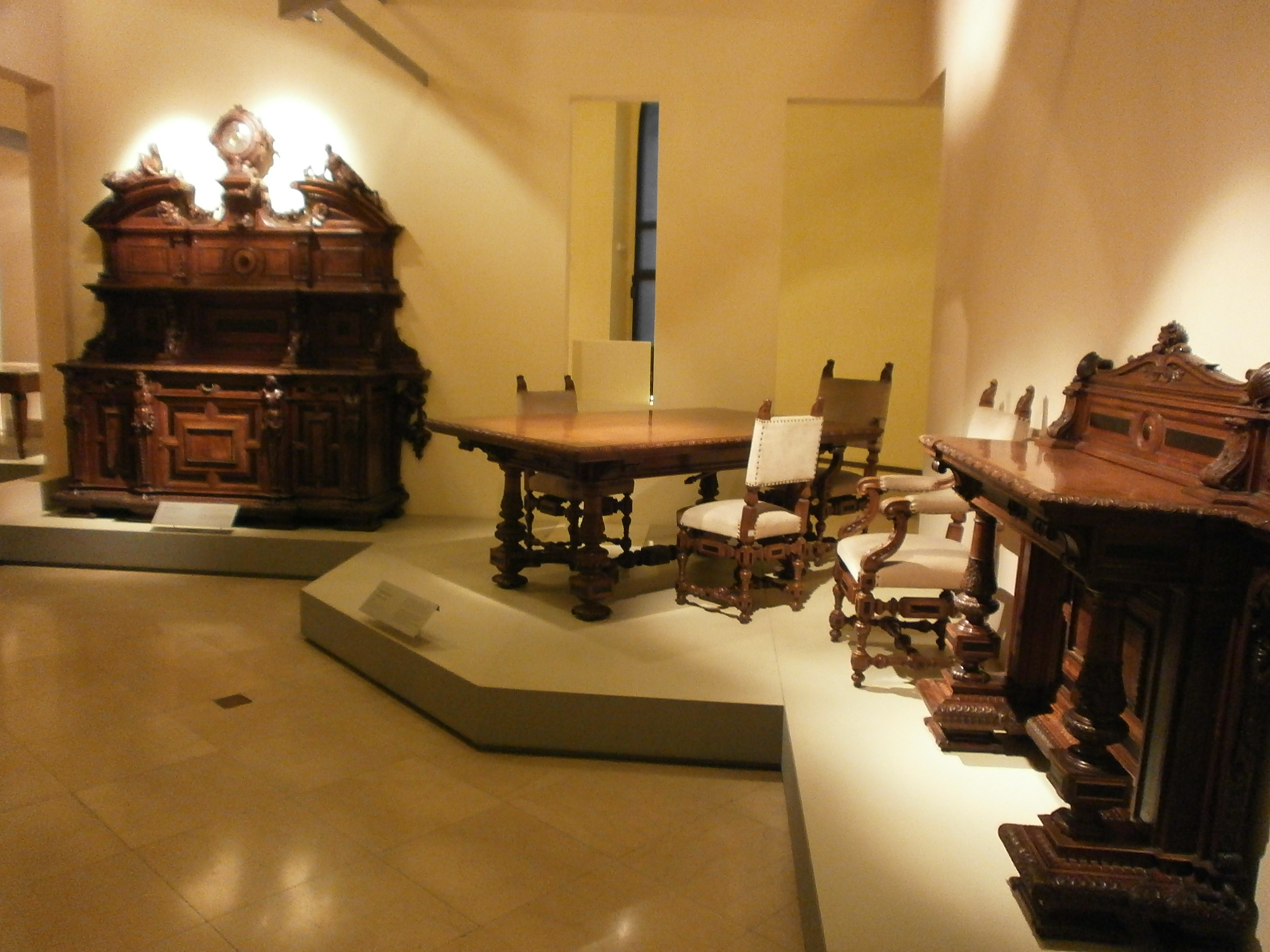
Ludovico Pogliaghi, Sala da pranzo Crespi

La sezione relativa ai mobili del ventesimo secolo documenta l'evoluzione dello stile, dall'eclettismo di Carlo Bugatti, alle creazioni Liberty di  Alberto Issel, Carlo Zen, Eugenio Quarti, fino all'Art déco e allo "Stile Novecento" di Mario Sironi e Mario Quarti. Chiudono l'esposizione i recenti acquisti della seconda metà del Novecento, firmati tra gli altri da Carlo Mollino, Ettore Sottsass, Alessandro Mendini.

Sono inoltre esposte anche una serie di sculture lignee e vari oggetti d'arte decorativa come ceramiche o servizi da tavola tra i quali, per esempio, un servizio da tè disegnato da Giò Ponti.

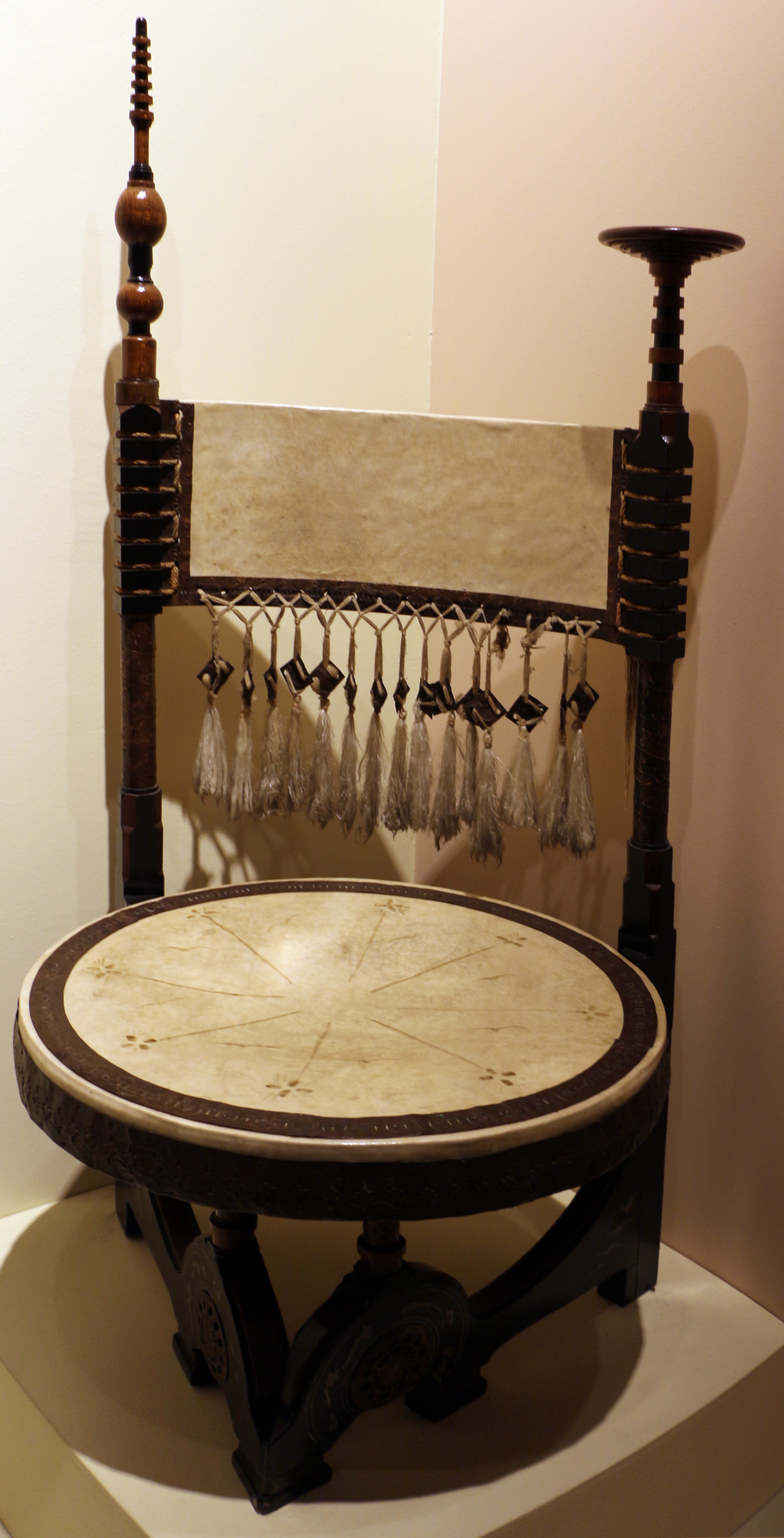
Sedia circolare, Carlo Bugatti, 1902, legno bicolore con incrostazioni di metallo e rame, pergamena dipinta e decorazioni con passamaneria.
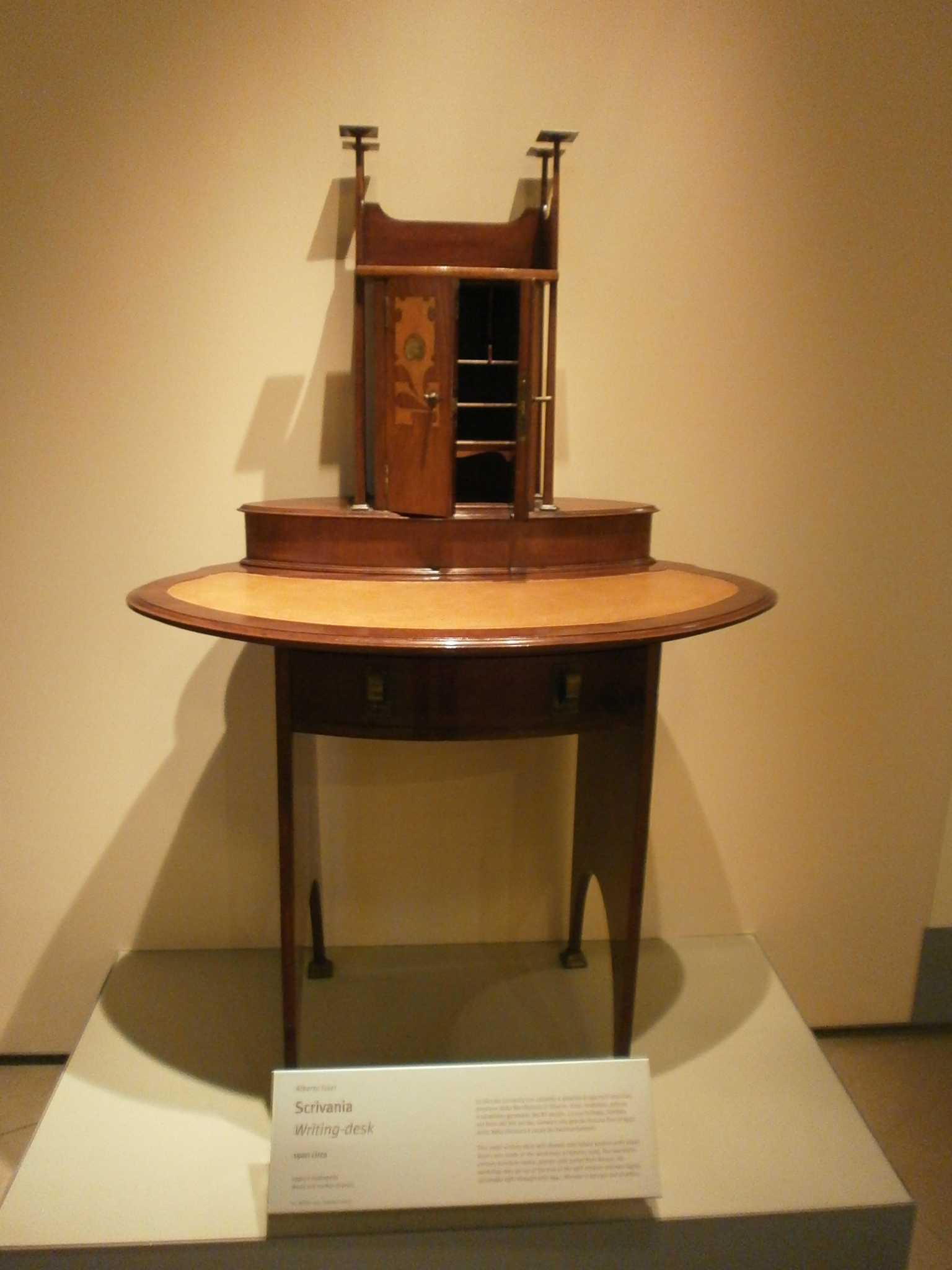
Scrivania, Alberto Issel, 1900 circa, legno e madreperla.
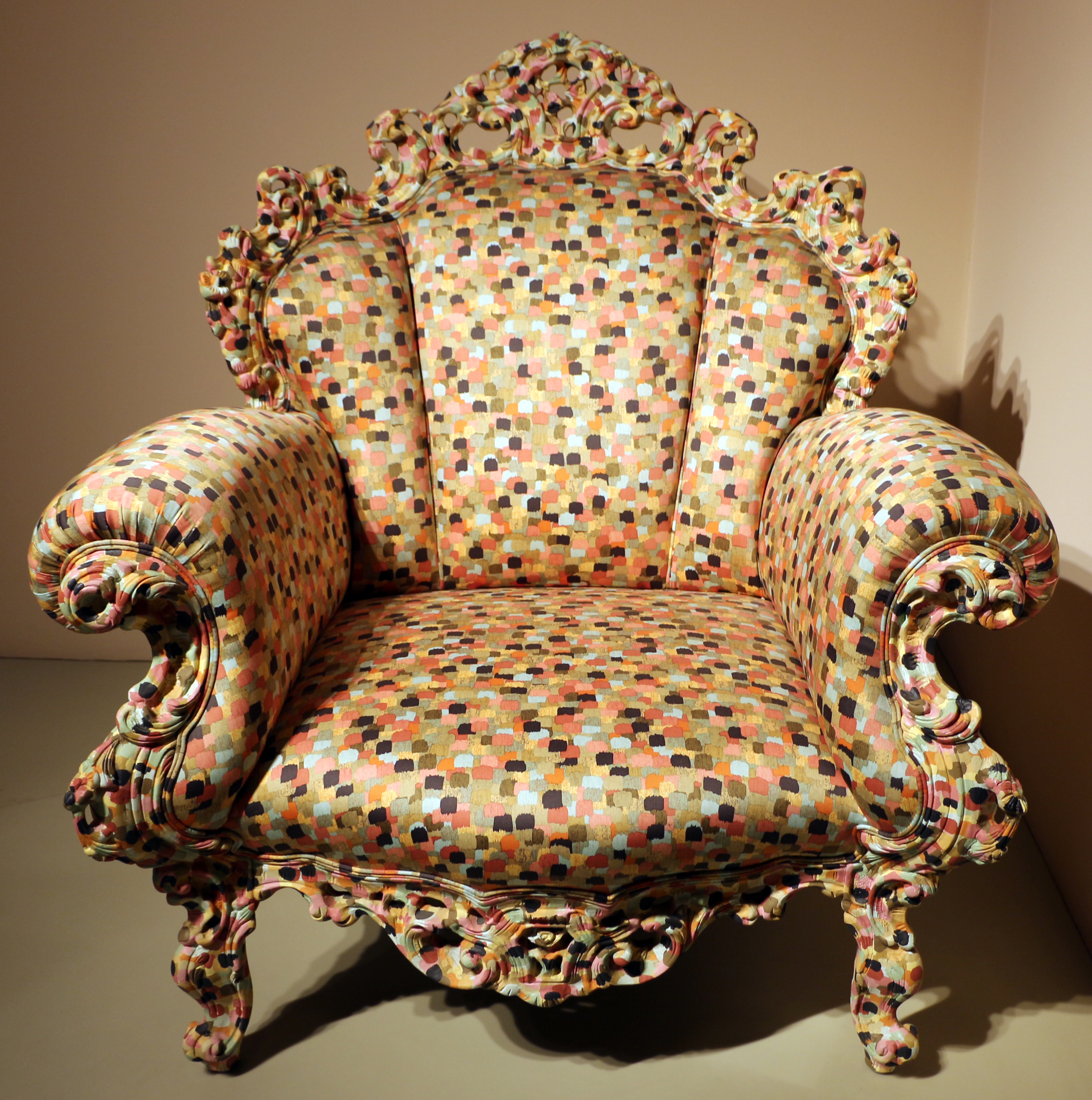
Alessandro Mendini per Alchimia, Poltrona di Proust, 1978.
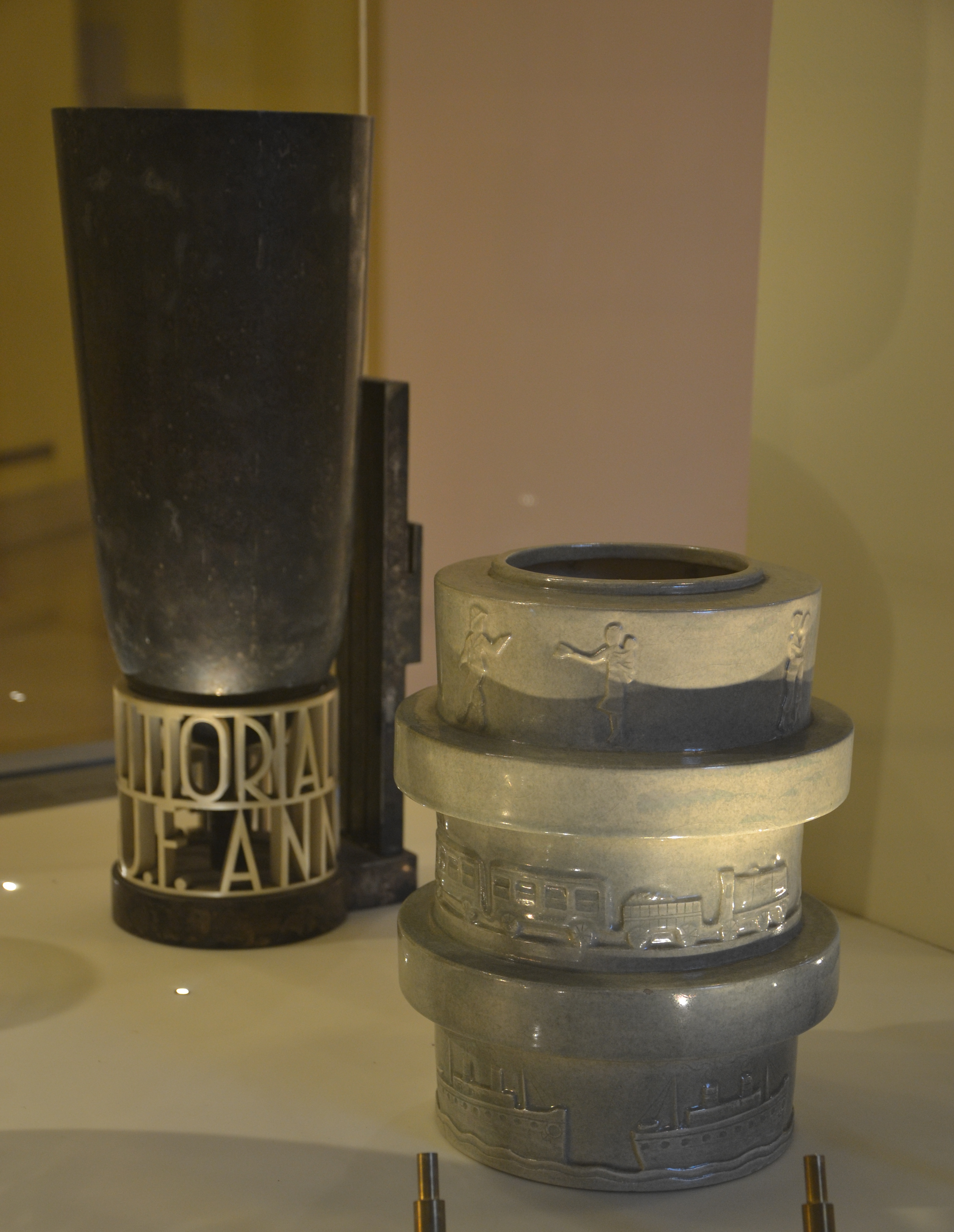
Ceramiche "Stile Novecento", anni 30 del novecento.